# نظام‌الدین حکمت
نظام‌الدین خان مشارالدوله (۱۲۶۲خ شیراز – ۱۳۱۵ خ تهران) که نام خانوادگی حکمت برگزید، دولتمرد دوران قاجار و پهلوی بود.
پدرش حسام‌الدین خان شیرازی پزشک دربار قاجار بود که ابتدا لقب حافظ‌الصحه گرفت و بعد مسیح‌الملک شد و در آخر عمر لقب مشارالدوله گرفت که پس از مرگ به پسرش رسید. نظام‌الدین پس از تحصیل در رشته حقوق در اروپا در شروع جنگ بین‌الملل اول به ایران بازگشت و به نمایندگی از شیراز وارد دوره سوم مجلس شورای ملی شد. اعتبارنامه اش حدود سه ماه پس از آغاز به کار مجلس در ۲۶ اسفند ۱۲۹۳ به تصویب رسید. در مجلس عضو اقلیت حزب دموکرات بود اما با پیشروی ارتش روسیه بسوی تهران، مجلس تعطیل شد و نمایندگان به قم و کرمانشاه مهاجرت کردند. مشارالدوله هم مانند بسیاری دیگر از اعضای حزب دموکرات به کرمانشاه و سپس استانبول مهاجرت کرد.
پس از بازگشت به ایران به ترتیب معاون وزارت فوائد عامه، معاون وزارت معارف و معاون وزارت جنگ شد. در ۲۶ فروردین ۱۳۰۳ سردار سپه او را به عنوان کفیل (سرپرست) وزارت فوائد‌عامه به مجلس معرفی کرد. در همین مقام بود که در دوازدهم تیر همان سال لایحه «توحید اوزان و مقادیر» را برای رواج سیستم اندازه گیری متریک به مجلس داد. در هشتم شهریور سردار‌معظم تیمورتاش وزیر فوائد عامه شد و رضا‌خان موقتا سرپرستی وزارت معارف را به مشار‌الدوله سپرد تا وزیری برای این وزارتخانه پیدا کند. دو ماه بعد او را روانه حکومت کردستان کرد. حکمت در دهم تیر ۱۳۰۶ حاکم اصفهان و سپس حاکم بنادر و کرمان شد تا اینکه در دهم مهر ۱۳۱۳ محمدعلی فروغی او را به عنوان وزیر پست و تلگراف دولت خود به مجلس معرفی کرد. حکمت تا هنگام مرگ در این سمت ماند.
مشارالدوله در باغ طوطی شاه عبدالعظیم به خاک سپرده شده است. برادرش سردار فاخر حکمت در زمان محمدرضا شاه چند دوره رئیس مجلس شورای ملی بود. باغ مسیح‌الملک که امروزه بخشی از آن میان میدان بهارستان و خیابان کمال الملک تهران باقی مانده، متعلق به پدر مشارالدوله حکمت بود.